# Rinaldo Veri
Rinaldo Veri (Bombay, India) es un militar italiano, Vicealmirante. Veri fue el líder militar responsable de comandar el mando aliado marítimo de la OTAN responsable de la intervención militar en Libia denominada Operación Protector Unificado.

## Carrera
El Vicealmirante Rinaldo Veri nació en Bombay (India). Se graduó en 1975 en la Academia Italiana de la Marina. 
Después de graduarse pasó casi dos años en los Estados Unidos como asistente de Piloto de Capacitación. 
En diciembre de 1977 se embarcó en el vuelo, tanto de aviones turbohélice como de helicópteros. Desde 1978 hasta 1982 sirvió como piloto tanto en escuadrones de helicópteros en tierra y en buques distintos, que vuelan principalmente misiones  ASW y ASuW. 
En julio de 1982, en el rango de Teniente, tomó el mando de su primer barco, el SUS LAMPO, mientras que un año más tarde, en el rango de Teniente Comandante, mandó la corbeta Aquila. 
En el período de 1984 a 1986, fue nombrado Comandante de un curso de cadetes en la Academia Naval. En enero de 1986 fue ascendido a Comandante y asignado a la Oficina del Director Nacional de Armamento y más tarde a la Oficina Mayor General del Jefe de la Defensa, donde sirvió hasta 1990. 
Su gira de mar duró tres años durante los cuales mandó a las corbetas De Cristofaro y Todaro y la fragata ESPERO (clase Maestrale). 
En enero de 1993 fue enviado al Estado Mayor General de la Armada, donde ocupó los cargos de jefe Adjunto del Departamento de Información Pública y de Asistente Ejecutivo del Jefe Adjunto del Estado Mayor de la Armada. Un año más tarde fue reasignado al Estado Mayor de la Defensa, una vez más como Oficial de Estado Mayor en la Oficina del jefe de Defensa. 
Fue ascendido Capitán el 31 de diciembre de 1995 y fue comandante de la Dirección General Adjunta de Luigi Durand de la Penne de septiembre de 1997 hasta septiembre de 1999. 
De octubre 1999 a junio de 2000 asistió a la 51 ª Sesión de Altos Estudios de Defensa en Roma. 
Desde junio de 2000 hasta agosto de 2002 fue el Jefe de la División de Política Marítima de la Dirección General de Planes en el Estado Mayor General de la Armada, durante el cual, entre febrero y abril de 2002 ocupó el cargo de Representante Nacional Sénior Italiano en la USCENTCOM (Florida) para la Operación Libertad Duradera. 
El 1 de julio de 2001 fue promovido al grado de Contraalmirante. 
En septiembre de 2002 fue nombrado Comandante del Grupo de Tareas Especiales de la Armada Italiana y Comandante italiano / español de la Fuerza Anfibia. Durante este período, de enero a junio de 2003, se implementó en el Océano Índico como Comandante del Grupo Europeo del Mar.
Del 9 de marzo de 2004 al 12 de julio de 2007 Veri fue nombrado Almirante Jefe del Departamento de Planes Generales en el Estado Mayor General de la Armada. 
El 1 de julio de 2005, fue ascendido al grado de Contraalmirante. Desde el 20 de julio de 2007 al 25 de febrero de 2009 fue Comandante de las Fuerzas de línea italianas del Frente Naval y Comandante de las  Fuerzas Marítimas italianas (COMITMARFOR). 
Desde el 26 de febrero hasta el 14 de junio de 2009- 2010, Veri se desempeñó como Almirante Jefe del Estado Mayor de la sede italiana de Operaciones Conjuntas (COI Difesa). 
Desde el 15 de junio al 9 de marzo del 2010 - 2011 ocupó el cargo de Segundo Comandante de la Jefatura de Operaciones Conjuntas. 
El 1 de julio de 2010 fue ascendido a Vicealmirante.